# 第二梦
《第二梦》，由日本女优苍井空主演的爱情片，2012年4月26日在腾讯首映。

## 剧情
青空是日本东京都的一个cosplayer，即一个动漫游戏角色扮演者。她的搭档和她在15岁时就认识了，两人一起读高中上大学，一起到IT行业工作，亲密无间。2012年的情人节，她的搭档告诉她，她要结婚了，即将嫁给一个美国钢琴家，要去美国生活，青空听了之后，感觉是日本嫁给了美国。青空的外婆也是一个cosplayer，出生于20世纪40年代的上海，她曾爱上一个上海演员李香兰，李香兰是日本演员山口淑子。李香兰最喜欢唱的一首歌是《夜来香》。
2012年3月14日，是白色情人节，青空听着李香兰的情歌来到了上海。她住在一个有着160年历史的酒店里。白天，青空挎着包在外头游玩，她遇到一个拍摄照片的小店，饶有兴趣的拍了一张。
佐藤爱是青空在上海公司办事处的同事，她带青空到了一个老式上海音乐舞会的场所，她一直目不转睛地盯着吹小号的帅哥看，帅哥吹完之后，主动走到她面前，并且答应教她，两人跳了一支舞后，青空回到座位上，和佐藤爱喝起了红酒，大醉后的青空晚上梦到了李香兰。

## 演员
| 演员     | 角色     | 备注                            |
| -------- | -------- | ------------------------------- |
| 苍井空   | 青空     |                                 |
| 赵元钦   | 帅哥     | 上海乐手，善于吹小号。          |
| 鹤町梨纱 | 青空恋人 | cosplay，后来嫁给了美国钢琴家。 |
| 佐藤爱   | 她自己   | 青空上海的同事。                |
| 王勇     |          | 带着天使翅膀滑冰的男人。        |
| 潘卫根   |          | 照相馆的老板。                  |
| 唐华安   |          | 照相师。                        |

## 曲目
- 主题曲《第二梦》，苍井空演唱。
- 片中曲《夜来香》、《夜上海》、《梅花》、《玫瑰玫瑰我爱你》

## 花絮
电影男主角扮演者是韩国偶像组合“邻家王子”成员赵元钦。